# 贺迎潮
贺迎潮，中华人民共和国政治人物、全国脱贫攻坚先进个人。

## 生平
贺迎潮任北京市石景山区接受捐赠事务管理中心主任，北京市石景山区慈善协会秘书长。因在脱贫攻坚战中作出突出贡献，2021年2月25日全国脱贫攻坚总结表彰大会上，贺迎潮被授予“全国脱贫攻坚先进个人”。